# Stenopogon diablae
Stenopogon diablae là một loài ruồi trong họ Asilidae. Stenopogon diablae được Wilcox miêu tả năm 1971. Loài này phân bố ở vùng Tân Bắc giới.